# Corçà
Corçà är en kommun i Spanien.   Den ligger i provinsen Província de Girona och regionen Katalonien, i den östra delen av landet, 600 km öster om huvudstaden Madrid. Antalet invånare är 1 279. Arean är 16,3 kvadratkilometer. Corçà gränsar till Rupià, Parlavà, Ullastret, La Bisbal d'Empordà, Cruïlles, Madremanya och La Pera. 
Terrängen i Corçà är huvudsakligen platt.